# أركاديا مصر
أركاديا أو أركاديا مصرية (باللاتينية: Arcadia Aegypti) كانت مقاطعة رومانية متأخرة في شمال مصر. سُميت على اسم الإمبراطور أركاديوس أحد حاملي لقب أغسطس في الإمبراطورية الرومانية، من نسل ثيودوسيان. اُنشِأت أواخر القرن الرابع وكانت عاصمتها أوكسيرينخوس وشملت أراضيها مقاطعة الفيوم ومقاطعات مصر الوسطى السبع (Heptanomia).

## تاريخ
اُنشِأت ما بين 386 و ca. 395 من مقاطعة أوجستامنيكا ومعظم المنطقة التاريخية المعروفة باسم «هبتانوميس» («مصر الوسطى»)، عدا هيرموبوليس، التي ظلت جزءا من مقاطعة طيبة.
في كتاب الرتب، تشكل أركاديا واحدة من ست مقاطعات لأبرشية مصر، تحت حاكم برايسيس ذي رتبة منخفضة.
بحلول عام 636، اُصبح الحاكم من رتبة الدوكس.

## كراسي الأسقفية
كراسي الأسقفية القديمة في مقاطعة أركاديا المصرية الرومانية، المذكورة ككراسي لقبية في الكتاب البابوي السنوي:
- أوكسيرينخوس، وفيها رئيس أساقفة المطرانية، لذا يحتمل أن تكون عاصمة الأقليم.
- Alphocranon (حلوان)
- Aphroditopolis (أفروديتوبوليس)
- Arsinoë (الفيوم)
- Cynopolis (القيس)
- Heracleopolis Magna (إهناسيا)
- Memphis (منف)
- Nilopolis
- Theodosiopolis in Arcadia